# やぎ座アルファ2星
やぎ座α2星は、やぎ座で3番目に明るい恒星で4等星。

## 概要
6.6分離れたα1星とは連星ではなく見かけの二重星の関係にある。

## 名称
学名は α2 Capricoruni (略称は α2 Cap) 。固有名のアルゲディ (Algedi) はアラビア語で「仔山羊」を意味する الكاس al-jady に由来する。これは、元々星座全体を表していた言葉がこの星の固有名とされたものである。α1星をプリマ・ギエディ (Prima Giedi) 、α2星をセクンダ・ギエディ (Secunda Giedi) と呼び分けることもあったが、2016年8月21日、国際天文学連合の恒星の命名に関するワーキンググループ (Working Group on Star Names, WGSN) は、α2星の固有名として Algedi を正式に承認した。